# Keglebillard
Keglebillard er den traditionelle form for billard i Danmark. Der spilles efter regler  som har en over hundredårig historie og kun bruges i Danmark. I andre lande spilles der også billard med kegler, inklusiv England (Skittles) og Rusland. I England spilles også med fem kegler  og tre kugler men kun en er objekt og de to andre er kø kugler, en for hver de to spillere og i en version med flere kegler  . I Rusland spilles med 7 kegler, 5 i midten og to satellit kegler placeret tæt på startpositionen for de to objekt kegler. Lignende spil spilles i flere Europæiske lande, da spillet er ret gammelt og stammer fra Italien. 
I keglebillard er målet at opnå en forudbestemt distance  i færrest mulige stødserier (indgange). Point opnår man enten ved at vælte kegler med de hvide baller (kugler), eller ved at lave rødt, hvilket vil sige, at den røde stødbal rammer begge de hvide baller i stødet. Spilleren må fortsætte, så længe vedkommende opnår point i hvert stød og ikke begår fejl. Der er f.eks. fejl i stødet, hvis den røde stødbal vælter kegler eller går i hul.

## Billardbord og rekvisitter
Krav til bord og rekvisitter er fastlagt i Den Danske Billard Unions materialereglement. 
Det spilles på borde hvor spillefladen er dobbelt så lang, som den er bred, og som er forsynet med 6 huller, ét i hvert hjørne og ét midt på hver af de to langsider.
Billardkonkurrencer  afvikles normalt på et helmatch billardbord, hvor spillefladen har målene: 2,84m x 1,42m. De mest almindelige billardborde er imidlertid kleinmatch borde, hvor spillefladen måler 2,10 m x 1,05 m. Hullerne er 80 mm i diameter. Fra gulvet til overkanten af banden må der være 78–80 cm. Bander er 37 mm høje og skal overholde specifikke regler med hensyn til elasticitet.
Spillepladen er lavet af skifer og skal til turneringsbillard have en tykkelse på mindst 38 mm. Turneringsborde har indlagt varmelegeme, som sikrer at temperaturen konstant er 20-22 °C. På den måde sikres det at klædet er helt tørt, hvilket betyder at ballerne løber hurtigere.
Spillepladen er dækket af klæde, som skal være enten grønt eller blåt. Til turneringsbrug anvendes klæde, som er en blanding af uld og nylon.
På klædet er der tegnet pletter, som markerer, hvor kegler og hvide baller skal placeres. Midt på bordet er der 5 pletter i korsform med 68 mm imellem hver. Desuden er der en plet i centrum af bordets to halvdele (udlægsplet).
I keglebillard er afmærkningernes cirkler tegnet med pen.
Det er forbudt at lave disse afmærkninger med små runde stykker selvklæbende materiale af enhver art, undtaget ved salvolinien.
Der anvendes 3 baller, som er 61,5 mm i diameter og vejer ca. 207 gram. Den ene bal er rød, de andre to er hvide eller gule. Den ene af de hvide baller skal have et farvet mærke. Ballerne er fremstillet af kunstharpiks, som holder sin form i lang tid.
Keglerne er 12 cm højde og vejer 10-11 gram. Ved bunden er de 14 mm i diameter, ved kroppen 20 mm. Hvor keglerne er bredest, er der således 62 mm mellem hver kegle, så ballerne, der er 61,5 mm, kan netop passere imellem to kegler.
Billardkøer fås i varierende materialer, vægt, længde og diameter. Køerne vejer normalt omkring 500 gram, længden er omkring 140 cm og spidsen er 11-11½ mm i diameter.
De skal imidlertid altid være udstyret med en lædertip, som er det eneste, man må støde til ballerne med. Lædertippen påføres blåkridt før hvert stød, hvilket modvirker, at køen glider af, når man støder yderligt på ballen.
Det er tilladt at bruge en såkaldt maskine, som er et lille stativ af træ, som man kan hvile køen på under stødet, hvis det kniber med at nå.

## Spillet

### Start af spillet
Startrækkefølgen afgøres ved, at spillerne samtidig støder til hver sin bal fra den ene korte bande mod den anden. Den spiller, hvis bal ender nærmest udlægsbanden, må vælge, hvem der skal lægge ud.
I udlægspositionen står keglerne på pletterne midt på bordet og de hvide baller på udlægspletterne i hver sin bordhalvdel. Stødballen ligger frit inden for bordets første fjerdedel (er i hånden).
Spillet startes med udlæg. Der skal i udlæg altid stødes til rød bal mod den hvide bal eller bande på modsatte bordhalvdel.

### Selve spillet
Ideen er, at man støder med sin kø til den røde bal, som efterfølgende skal ramme enten:
- begge de hvide baller (det kaldes ”rødt”)
- én af de hvide baller, som efterfølgende skal vælte kegler
- begge de hvide baller, hvor den ene eller begge vælter kegler

Væltede kegler rejses, når stødet er afsluttet. Hvis en kegle hviler på en bal, regnes den for væltet. Hvis ballen får keglen til at stå skråt, er den derimod ikke væltet. Hvis en kegle ikke kan stå på sin plads, fjernes den og bringes først ind i spillet igen, når det stød, der frigør keglens plads, er afsluttet.
Kegler regnes også for væltede, hvis en bal har flyttet keglen så meget, at hele keglens plads er blevet frigjort. Hvis det er hvid bal, der har flyttet keglen fri af dens plet, tæller den to point. Er det rød bal, der har flyttet keglen fri af dens plads, er der derimod fejl.
Når en spiller begår fejl eller ikke scorer point, overgår turen til modstanderen. Eventuelle point noteres og lægges til de point, spilleren allerede havde opnået.
Modstanderen er keglerejser og pointtæller, hvis der ikke er en dommer til kampen.

### Point
I almindeligt seriespil kan en spiller score point på to måder:
- Væltet kegle: 2 point.
- Rødt (når rød bal rammer begge de hvide): 4 point.

I disciplinen ‘skomager’ er der særlige regler, se nedenfor.

### Fejl
Ved fejl mister man retten til fortsat spil, dvs. at modstanderen overtager bordet. Man beholder eventuelle point fra tidligere stød.
Der er fejl, hvis:
- Rød bal falder i hul. Modstanderen har i næste stød mulighed for at anbringe rød bal som ved udlæg (rød bal er i hånden).

- Rød bal vælter kegler. Hvis en kegle væltes af både rød og hvid bal, regnes den som væltet af den bal, der ramte keglen først. Såfremt dommeren skønner, at det skete samtidig, regnes keglen for væltet af rød bal. Det regnes også for fejl, hvis rød bal rammer en af de kegler, som hvid bal har væltet, hvorefter denne kegle vælter en eller flere af de resterende kegler. Når en spiller må forlade bordet, fordi rød bal har væltet kegler, overtager modstanderen bordet, sådan som det ser ud. Dette gælder også ved de efterfølgende fejltyper.

- 3. gang, der scores rødt, uden at der væltes kegler Der må højst scores ”rødt” to gange i træk. Tredje gang må man gerne score ”rødt”, men der skal også væltes kegler. Spilleren, der er ved bordet, har til enhver tid lov til at spørge keglerejseren, om det var første eller anden gang ”rødt”.

- Der rammes ikke en bande i mindst hvert andet stød. Spilleren, der er ved bordet, har til enhver tid lov til at spørge keglerejseren, om han/hun i det foregående stød havde bande.

- Der er sprængt bal, dvs. at en af ballerne ender uden for det klædebelagte område (typisk på gulvet). Efter sprængt bal startes med et nyt udlæg.

- Man vælter én af keglerne med køen, hånden etc. mens man støder.

- Man støder inden alle baller er i ro, og alle kegler er sat på plads

- Man har ikke mindst én fod på gulvet

- Hvis spilleren laver touché, dvs.: A) Berører en bal med andet end køens læderdup. B) Køen er i kontakt med spillebal i det øjeblik, den rammer en anden bal eller en bande (rammer stødballen to gange). C) Spiller direkte på en bal, der berører stødbal, uden først at have frigjort ballerne ved hjælp af massé- eller forbandestød (rammer stødballen to gange).

### Andre regler
- "Rødt" alene uden nogle væltede kegler tæller for bande.

- Der må højst scores rødt to gange i træk, uden at der væltes kegler. Tredje gang må spilleren gerne lave rødt under forudsætning af, at der i dette stød også væltes kegler med hvid bal. Scorer spilleren rødt tre gange i træk uden at vælte kegler, regnes det for fejl, og spilleren mister sin tur. Spilleren har til hver en tid lov til at spørge dommeren, hvorvidt det var første eller anden gang rødt – eller om der var bande. Denne afgørelse er efterfølgende bindende for dommeren, også selvom dommeren skulle opdage, at afgørelsen i første omgang var forkert.

- Hvis en bal sprænges (rammer andet end den del af bordet, der er dækket af klæde), er det fejl. Ballerne samles sammen, og modstanderen får nyt udlæg.

- Hvis rød bal går i hullet, mister spilleren, der sendte rød bal i hullet, sin tur. De point spilleren eventuelt scorede i det sidste stød, tæller ikke. De point, spilleren eventuelt havde scoret inden det stød, der sendte rød bal i hullet, får spilleren derimod lov til at beholde.

- Spilleren, som skal støde efter at rød bal har været faldet i hullet, må placere den røde bal inden for bordets første fjerdedel - også kaldet salvolinien (som ved udlæg). Spilleren skal med den røde bal ramme bal eller bande på modsatte bordhalvdel i første stød, efter at rød bal har været i hul.

- Hvis hvid bal går i hullet, anbringes hvid bal på sin plet – på modsatte halvdel af, hvor den anden hvide bal ligger. Det kan forekomme, at dommeren ikke kan afgøre, på hvilken side af bordet den anden hvide bal ligger. I den situation skal den hvide bal, der har været faldet i hullet, anbringes på modsatte halvdel af rød bal.

- Hvis den plet, hvor den hvide bal skulle have ligget efter at have været i hullet, er dækket helt eller delvist af rød bal, har spilleren to muligheder. Enten kan spilleren vælge at få nyt udlæg. Eller spilleren kan vælge at udføre det næste stød med kun én hvid bal. Den tredje bal anbringes på det efterfølgende stød på pletten – på modsatte halvdel af, hvor hvid bal nu ligger. Det almindeligste i den situation er, at spilleren vælger at få nyt udlæg.

- Hvis rød bal ligger pres med hvid bal, har den spiller, hvis tur det er, to muligheder. Enten kan spilleren vælge at få nyt udlæg. Eller spilleren kan vælge at støde væk fra dén hvide bal, som rød bal ligger pres med. Denne hvide bal regnes ikke for værende ramt. Der er således ikke scoret "rødt" blot ved at ramme den anden hvide bal. Ønsker man i den situation at spille rødt, skal rød bal altså ramme den hvide bal, der er fri, hvorefter den skal returnere – uden eller via bander – til sit udgangspunkt og ramme den anden hvide bal. Såfremt man ikke vælger nyt udlæg, er det fejl, hvis spilleren i stødet får den hvide bal, der ligger pres med rød bal, til at bevæge sig samtidig med rød bal. I tilfælde af presbal er det ikke usædvanligt, at spilleren vælger at støde rød bal mod tredje bal for at opnå enten kegler eller rødt på denne vis.

- Kegler skal før hvert stød altid centreres på de pletter, de skal stå på. Hvis dette ikke er muligt, fordi en bal helt eller delvist dækker pletten, må spilleren udføre stødet uden den manglende kegle. Keglen anbringes på sin plads, når stødet, der frigør ballen fra keglens position, er afsluttet.

### Afslutning af spillet
En kamp spilles til en på forhånd fastsat distance – f.eks. 200 point. I turneringsbillard er distancen op til 800 point.
Hvis den spiller, der startede kampen, opnår sin distance først, har den anden spiller lov til at forsøge at opnå uafgjort ved at lægge ballerne op i ny udlægsposition og spille herfra.

## Skomager
Skomager (Skomar' eller Skomagerpot) ligner på mange måder keglebillard, men spilles i utallige varianter. Der findes et autoriseret regelsæt, men man støder ofte på lokale variationer af disse regler i forskellige byer eller regioner. 
Skomager spilles på et almindeligt keglebillard bord. Spillerne skiftes til at støde, og der kan deltage vilkårligt mange, dog spilles officielle turneringer 1 mod 1. Man spiller fra 0 til et bestemt antal point, oftest 70 eller 76 men igen kan dette variere lokalt og i nogle tilfælde tælles der ned i stedet for op. Udlæg er som i keglebillard. Der må ikke stødes direkte, det vil sige at der altid skal rammes mindst én bande ved hvert stød.

### Point
Man kan opnå points på flere måder.
- Væltede kegler giver 2 point. Væltes kun den midterste kegle, giver det 6 point, og væltes alle kegler i ét rent gennemløb, giver det 16 point.
- Både rødt og blegt giver 4 point. Man kan dog ikke få begge dele i et stød.
- Hvid bal i hul giver 2 point.
- Hvid bal sprængt giver 2 point.

### Skæve
I modsætning til keglebillard kan man i Skomager lave skæve point. Hvis man har lavet fejl, tælles alle væltede kegler, rødt/blegt, baller i hul sammen og tillægges modstanderne pointtal.
Fejl optræder i følgende situationer:
- Hvid bal spilles direkte i keglerne (6 skæve + kegler)
- Rød bal spilles direkte i keglerne (6 skæve + kegler)
- Kegler væltet med rød bal
- Rød bal i hul
- Kegler væltet med kø, hånd m.m. (direkte: 6 skæve + kegler)
- Rød bal sprængt (6 skæve) og i hånden
- Ingen baller rammer bande (6 skæve)

Hvis den røde bal ikke rammer en af de hvide baller i stødet, koster det 6 skæve, foruden de skæve der ellers må opstå.

### Afslutning
Spillet afsluttes, efterhånden som spillerne når det aftalte point antal. Når der er 2 spillere tilbage, skal man vælte kegler, eller modstanderen skal lave skæve, for at man kan afslutte.

### Andre regler
Hvis en hvid bal går i hul eller sprænges, lægges den på den hvide plet i den banehalvdel som er modsat den, hvor den anden hvide bal ligger.
Hvis den hvide plet er dækket af den røde bal spilles videre med kun 1 hvid og 1 rød bal.
Hvis rød bal går i hul eller sprænges, er den i hånden som ved udlæg.
Væltede kegler skal før hvert stød altid centreres på de hvide pletter. Kan en væltet kegle ikke sættes tilbage på sin plads fordi en bal er i vejen, skal den fjernes fra bordet og sættes på plads så snart pladsen er ledig. Flyttes en kegle fra pletten uden at vælte skal den sættes tilbage på plads inden næste stød. Er der ikke plads til at stille den tilbage på sin plads bliver den stående på bordet i den position den er blevet flyttet til. 

## Billardjargon
| Begreb            | Beskrivelse |
| ----------------- | --- |
| Blegt             | Når stødballen får de to hvide baller til at carambolere (skomager) |
| Bro               | Forhåndens stilling, når den støtter køen under stødet |
| Carambolage       | Når baller rammer hinanden |
| Dessin            | Måden, som et oplæg konkret spilles. |
| Direkte(direktør) | Et stød, hvor den røde og en hvid bal ligger således, at den hvide bal kan stødes direkte ind i keglerne uden først at ramme en bande.                                                     |
| Dobbelt spids     | Et stød, hvor rød bal rammer hvid bal, som herefter rammer kortbande, langbande, forbi keglerne til kortbande, langbande og ind i keglerne.                                                |
| Dybt              | Når stødballen rammes under centrum |
| Forbande          | Et stød, hvor den røde bal rammer en bande, før den rammer en hvid bal. |
| Forstød           | Små stød i luften inden det egentlige stød. |
| Højt              | Når stødballen rammes over centrum |
| Indgang           | En stødserie |
| Kvart             | Et stød, hvor rød bal rammer hvid bal, som herefter rammer langbande, kortbande, langbande og ender i keglerne.                                                                            |
| Kys               | Når to baller rammer hinanden blødt. |
| Masséstød         | Et stød, hvor den røde bal stødes omtrent lodret nedad. Den røde bal bliver på den måde et kraftigt underskruet, således at den bevæger sig lidt fremad og derefter løber hurtigt baglæns. |
| Medløb            | Et højt stød, som får stødballen til at løbe bagefter den hvide bal. |
| Nakkebal          | Et forbandestød, hvor stødballen spilles næsten vinkelret ind i banden. |
| Oplæg             | Ballernes position før et stød. |
| Salvolinie        | Imaginær linje parallel med kort bande gennem udlægsplet. Den linje, som stødbal skal stødes bag ved i udlæg.                                                                              |
| Skæve             | Point i stød med fejl (skomager) |
| Skævt             | Siderotation opnået ved at støde rød bal i højre eller venstre side |
| Snitte            | Når en bal rammes tyndt |
| Sort oplæg        | Oplæg, hvor begge hvide baller ligger skjult for stødballen bag keglerne |
| Spids             | Et stød, hvor rød bal rammer hvid bal, som herefter rammer kortbande, langbande og ender i keglerne.                                                                                       |
| Springbal         | Et højt stød, som får stødballen til at hoppe |
| Stopstød          | Et stød på midten, som får stødballen til at stoppe efter karambolage med hvid bal |
| Tempo             | Den kraft, som et stød udføres med |
| Trækstød          | Et dybt stød, som får stødballen til at løbe baglæns |
| Tværbal           | Et stød, hvor rød bal rammer en hvid bal, som rammer en bande og går i keglerne. |
| Tyndt             | Et stød, hvor en bal rammes yderligt af en anden bal |
| Underhånds        | Et stød, hvor rød bal rammer hvid bal, som rammer bande i en spids vinkel og går i kegler, mens rød bal fortsætter mere eller mindre parallelt med banden.                                 |

Effekten af at ramme den røde bal på forskellig vis illustreres her:
1. Masséstød
2. Springbal
3. Medløb
4. Stopstød
5. Trækstød